# 56 Leonard Street
Le 56 Leonard Street, également connu sous le nom de tour de Jenga (en anglais Jenga Tower) est un gratte-ciel américain de 250 mètres de hauteur, construit en 2016 à New York. Il se démarque par son style déconstructiviste.